# Codomo Dragon
Codomo Dragon (コドモドラゴン) é uma banda japonesa de rock do movimento visual kei formada em 2010. Atualmente sua formação conta com Hayato nos vocais, Yume nas guitarras, meN-meN como baixista, Chamu na bateria e estão na gravadora B.P Records.

## Carreira
A banda se originou em Tóquio por Hayato nos vocais, Yume e Kana nas guitarras, meN-meN como baixista e Chamu na bateria. Foi formada em abril de 2010 e começou a atuar em novembro.
Iniciaram 2014 participando como banda de abertura em uma turnê da Royz. De abril a junho, fizeram quarto turnês apresentando o álbum Children's Dope., lançado em abril. Em seguida, foi lançado o single "VIper" e depois "Sodom", que foi apoiado pela turnê "Victim of Sodom". Essas turnês foram nacionais em sua maioria, mas tiveram datas em Taiwan e Hong Kong. No show final da "Victim of Sodom", eles anunciaram mais um single: "Waruagaki", lançado em 18 de março de 2015. Em colaboração com as bandas Kiryu e Royz lançaram o single "Family Party", em 25 de novembro de 2015. Em 26 de agosto de 2016 tocaram em um evento em Seoul, na Coreia do Sul e no dia seguinte fizeram um show solo na cidade.
Em abril de 2017 lançaram o single "Kono Sekai wa Owari da", que apesar da mensagem fatídica que o single traz (O mundo está acabando), seu videoclipe mostra a banda em visuais brilhantes e coloridos. Em 3 de janeiro de 2018, o guitarrista Kana foi dado como desaparecido. Dois dias depois, a banda recebeu uma carta de Kana pedindo desculpas e desejando sair da banda.
No dia 13 de março de 2019, lançaram o álbum "Tegura Magura" em duas edições e enviaram o videoclipe da faixa "Doubt" ao seu canal do YouTube. A turnê em promoção ao álbum investiu em um show em cada uma das 47 prefeituras do Japão.
Após o final da turnê "Hello, Anonymous" em 5 de fevereiro de 2020, iniciaram fevereiro com um show em comemoração ao guitarrista Yume. Prosseguiram com dois shows em Seoul e dois em Tóquio. Em 1 de abril lançaram o single "Pest". Em promoção ao single, sediaram 15 eventos de meet&greet durante a turnê seguinte "Hitei no Hitei". "Pest" foi seguido por "Karisuma", que teve seu videoclipe revelado no final de 2020, mas foi lançado em abril de 2021. Em março de 2022 embarcaram na turnê em conjunto com as bandas BugLug e Amai Bouryoku "S.O.R.T ~Soul of Resistance Tour~", onde Arlequin e Diaura também tocaram em algumas datas.

## Estilo musical e composição
O processo de composição musical da banda é liderado pelo vocalista Hayato, que também escreve todas as letras, e seu instrumento favorito nas canções é a bateria. Em entrevista com o portal Gekirock em 2022, ele enfatizou a importância de incorporar elementos da música pop japonesa, mesmo em faixas mais pesadas, para ter reconhecimento de sua identidade como um japonês. O baterista Chamu destaca que, embora a banda tenha uma sonoridade pesada, a melodia é sempre priorizada, com ritmos que realçam as linhas melódicas. O baixista meN-meN contou que a banda explora uma variedade de padrões rítmicos, buscando inovar constantemente; sempre almejando criar um trabalho melhor do que o anterior.

## Membros
- Hayato  (ハヤト) – vocais
- Yume (ゆめ) – guitarra
- meN-meN – baixo
- Chamu (チャム) – bateria

### Ex-membros
- Kana (華那) – guitarra

## Discografia

### Álbuns de estúdio
| Título                       | Lançamento             | Posição na Oricon | Posição na Oricon |
| Título                       | Lançamento             | Principal         | Indies            |
| ---------------------------- | ---------------------- | ----------------- | ----------------- |
| Candy-Man                    | 23 de maio de 2012     | —                 |                   |
| Children's Dope.             | 16 de abril de 2014    | 22                |                   |
| Gekokujō (下剋上。)          | 8 de julho de 2015     | 22                | 3                 |
| Wolfman                      | 9 de novembro de 2016  | 18                | 1                 |
| Tegura Magura (テグラマグラ) | 13 de março de 2019    | 27                | 1                 |
| Worst                        | 3 de fevereiro de 2021 | 27                | 4                 |
| Teiosekkai (帝王切開)        | 12 de julho de 2023    | 24                | 3                 |

### Singles
| Título                                                         | Lançamento              | Posição na Oricon | Posição na Oricon |
| Título                                                         | Lançamento              | Principal         | Indies            |
| -------------------------------------------------------------- | ----------------------- | ----------------- | ----------------- |
| "Manpuku Chuusuu Rolling Sobat" (満腹中枢ローリングソバット。) | 23 de maio de 2012      | —                 |                   |
| "[LETHE.]"                                                     | 26 de outubro de 2011   | —                 |                   |
| "naked"                                                        | 26 de dezembro de 2012  | —                 |                   |
| "Right Evil"                                                   | 22 de maio de 2013      | 172               |                   |
| "NEPHENTES."                                                   | 6 de novembro de 2013   | 51                |                   |
| "VIper"                                                        | 6 de agosto de 2014     | 27                |                   |
| "Sodom"                                                        | 26 de novembro de 2014  | 20                | 1                 |
| "WARUAGAKI"                                                    | 18 de março de 2015     | 18                | 2                 |
| "Family Party"                                                 | 25 de novembro de 2015  | 7                 | 2                 |
| "Hemlock"                                                      | 30 de março de 2016     | 20                | 7                 |
| "Kono Sekai wa Owarida." (この世界は終わりだ。)                | 15 de março de 2017     | 14                | 1                 |
| "Dokumushi" (毒虫)                                             | 12 de julho de 2017     | 14                | 1                 |
| "Dirty x Dirty"                                                | 15 de novembro de 2017  | 18                | 2                 |
| "No KawaSU" (脳壊ス。)                                         | 14 de março de 2018     | 29                | 3                 |
| "Toge" (棘)                                                    | 4 de julho de 2018      | 15                | 2                 |
| "Sousou" (想葬)                                                | 7 de novembro de 2018   | 19                | 2                 |
| "Anonymous" (アノニマス)                                       | 30 de outubro de 2019   | 14                | 1                 |
| "Pest"                                                         | 1 de abril de 2020      | 18                | 4                 |
| "Karisuma"                                                     | 28 de abril de 2021     | 32                | 3                 |
| "Minority"                                                     | 14 de julho de 2021     | 30                | 3                 |
| "Ga" (蛾)                                                      | 27 de março de 2022     | 14                | 3                 |
| "BAD!!"                                                        | 20 de julho de 2022     | 11                | 2                 |
| "Ibitsu" (歪)                                                  | 26 de novembro de 2014  | 31                | 5                 |
| "Gousai" (噛砕)                                                | 28 de fevereiro de 2024 | 14                | 2                 |
| "Dabi" (ダビ)                                                  | 17 de julho de 2024     | 22                | 1                 |